# Karakterart
Karakterart er en betegnelse, der bruges inden for plantesociologien og geobotanikken om en planteart eller et taxon, der overvejende har sin naturlige udbredelse i et enkelt plantesamfund. En karakterart er fuldstændig typisk for dette bestemte plantesamfund. Karakterarter gør det muligt at skelne den ene biotops karakteristiske vegetation fra den andens. Disse arter er altså vigtige i det videnskabelige arbejde med registrering, beskrivelse og katalogisering af vegetationer.

## Karakterart og plantesamfund
Karakterarter kendetegner både de naturlige og de menneskeskabte vegetationer eller plantesamfund. Som eksempler kan nævnes Almindelig Tusindfryd (Bellis perennis) i græsplæner (naturligt plantesamfund: Rajgræs-Kløver-enge (Cynosuro-Lolietum)) eller Hvid Viol (Viola alba), der optræder sammen med Burre (naturligt plantesamfund: klippesider syd for Alperne).

## Karakterart og dominerende art
Karakterarter er derimod ikke det samme som dominerende arter. Man kan let have et plantesamfund med en meget tydeligt dominerende art, hvor man alligevel benytter en ledsagende art som karakterart i beskrivelsen. Eksempelvis kan bøgeskove opdeles i en række plantesamfund, som benævnes dels efter det dominerende træ, nemlig bøg, og dels efter det pågældende bøgesamfunds urteagtige karakterart:
- Luzulo-fagetum (karakterart bleg frytle (Luzula luzuloides))
- Galio odorati-Fagetum (karakterart skovmærke (Galium odoratum))
- Hordelymo-Fagetum (karakterart skovbyg (Hordelymus europaeus))
- Carici-Fagetum (karakterart skovstar (Carex sylvatica))
- Seslerio-Fagetum (karakterart kalkblåaks (Sesleria caerulea))

Ud over bøgeskovenes karakterarter er der yderligere nogle differentialarter, som findes i flere forskellige af bøgesamfundene f.eks. hvid anemone (Anemone nemorosa), skovmærke (galium odoratum) og enblomstret flitteraks (Melica uniflora). Derudover findes der skillearter, som kan indgå i flere forskellige plantesamfund.